# Резолюция Совета Безопасности ООН 1339
Резолюция Совета Безопасности ООН 1339, принятая единогласно 31 января 2001 года после подтверждения всех резолюций по Абхазии и Грузии, в частности Резолюции 1311 (2000 год). Совет продлил мандат Миссии наблюдателей Организации Объединенных Наций в Грузии (МООННГ) до 31 июля 2001 года.
В преамбуле резолюции Совет подчеркнул, что отсутствие прогресса в урегулировании между двумя сторонами неприемлемо. Ситуация оставалась спокойной, хотя зона конфликта оставалась нестабильной, а войска МООННГ и миротворцы из Содружества Независимых Государств (СНГ) внесли важный вклад в стабилизацию региона.
Совет Безопасности поддержал усилия Генерального секретаря Кофи Аннана и его Специального представителя и других по содействию стабилизации ситуации. Специальный представитель должен был внести предложение о распределении конституционных полномочий между Тбилиси и Сухуми; была подчеркнута необходимость активизировать усилия по разработке проекта предложения по экономической реабилитации и возвращению беженцев в Гальский район. В частности, абхазскую сторону призвали к переговорам. Украина должна была провести третью встречу между двумя сторонами по мерам доверия в марте 2001 года.
Резолюция подтвердила неприемлемость демографических изменений в результате конфликта, все беженцы имеют право вернуться. Были осуждены все нарушения Соглашения о прекращении огня и разъединении сил 1994 года, особенно военные учения с применением тяжёлого оружия в ноябре 2000 года, которые были отмечены в докладе Генерального секретаря. В то же время было выражено сожаление в связи с ростом преступности и активности вооруженных групп, поскольку это имело дестабилизирующий эффект. Было осуждено похищение двух военных наблюдателей МООННГ в декабре 2000 года. Была подтверждена необходимость обеспечения обеими сторонами безопасности, охраны и свободы передвижения миротворческих сил МООННГ и СНГ.
Наконец, к Генеральному секретарю обратились с призывом регулярно информировать Совет о развитии событий и в течение трёх месяцев сообщать о ситуации.